# Sagara (Klan)

Wappen der Sagara (Sagara Rokka)

Die Sagara (japanisch 相良氏, Sagara-shi) waren eine alte Familie des japanischen Schwertadels (Buke) aus der Provinz Higo, die sich von den Fujiwara ableitete.

## Genealogie
- Sagara Nagayori (長頼; 1177–1254) verließ im Jahr 1198 auf Anweisung von Minamoto Yoritomo das Dorf Sagara in der Provinz Tōtōmi (heute: Ortsteil Sagara der Stadt Makinohara, Präfektur Shizuoka), siedelte nach Hitoyoshi über und wurde dort Gebietsverwalter (地頭, jitō). In der Muromachi-Zeit gelang eine Gebietserweiterung in Richtung der Provinzen Satsuma und Hyūga.
- Tametsugu (為続; 1447–1500) soll in der Sengoku-Zeit um 1470 die Burg angelegt haben.
- Nagatsune (長毎; 1469–1518), Tametsugus Sohn, holte 1589 Steinmetze aus der Provinz Bungo und ließ die Burg erweitern.
- Yoshishige (義滋; 1489–1546) konnte Ashikita (芦北) erobern und war nun Herrscher über die drei Kreise Kuma (球磨), Yatsushiro (八代) und Ashikita.
- Yoshiharu (義陽; 1544–1581) verlor 1581 die Schlacht von Minamato gegen Shimazu Yoshihisa, wonach den Sagara nur noch Kuma blieb.
- Yorifusa (頼房; 1574–1636), Yoshiharus Sohn, unterwarf sich 1587 Toyotomi Hideyoshi, als dieser seinen Feldzug gegen Kyūshū durchführte. Bei der Schlacht von Sekigahara stand er zunächst auf Hideyoshis Seite, wechselte dann aber zu den Tokugawa. So konnte er seinen Besitz behalten und wurde erster Daimyō der Familie.

Die Sagara residierten dann weiter in Hitoyoshi bis zum Ende der Tokugawa-Zeit. Danach führten sie den Titel Vizegraf.